# Бернд Тейс
Бернд Тейс (нід. Bernd Thijs, нар. 28 червня 1978, Гасселт, Бельгія) — бельгійський футболіст, що грав на позиції півзахисника. Чемпіон Бельгії та володар Кубку Бельгії.
Виступав, зокрема, за клуби «Генк» та «Гент», а також національну збірну Бельгії.

## Клубна кар'єра
У дорослому футболі дебютував 1995 року виступами за команду клубу «Стандард» (Льєж), в якій провів п'ять сезонів, взявши участь у 102 матчах чемпіонату. Більшість часу, проведеного у складі «Стандарда», був основним гравцем команди.
Згодом з 2000 по 2004 рік грав у складі команди клубу «Генк». 2002 року став чемпіоном Бельгії.
З 2004 по 2007 рік грав за турецький «Трабзонспор» та німецьку «Боруссію» (Менхенгладбах).
2007 року перейшов до клубу «Гент», за який відіграв 7 сезонів. У складі «Гента» був капітаном команди та виборов кубок Бельгії 2010 року. Завершив професійну кар'єру футболіста виступами за цю команду в 2014 році.

## Виступи за збірну
2002 року дебютував в офіційних матчах у складі національної збірної Бельгії. Протягом кар'єри у національній команді провів у формі головної команди країни лише 7 матчів.
У складі збірної був учасником чемпіонату світу 2002 року в Японії і Південній Кореї.

## Титули і досягнення
- Чемпіон Бельгії (1):

«Генк»: 2001–2002
- Володар Кубка Бельгії (1):

«Гент»: 2009–2010